# Зомбори, Эдён
Эдён Зомбори (венг. Zombori Ödön; 22 сентября 1906 — 29 ноября 1989), также известный как Эдён Яничек (венг. Janicsek Ödön) — венгерский борец, олимпийский чемпион.
Эдён Зомбори родился в 1906 году в деревне Сента медье Шомодь. Он был не единственным борцом в семье, его старший брат Дьюла в 1930 году завоевал серебряную медаль чемпионата Европы.
Эдён Зомбори в 1928 году принял участие в Олимпийских играх в Амстердаме, но там стал лишь пятым в своём весе. На чемпионате Европы 1929 года он стал четвёртым, зато в 1930 году сумел завоевать бронзовую медаль по правилам греко-римской борьбы. На чемпионате Европы 1931 года он стал четвёртым в греко-римской борьбе, но зато завоевал золотую медаль в вольной.
В 1932 году на Олимпийских играх в Лос-Анджелесе Эдён Зомбори завоевал серебряную медаль по правилам вольной борьбы, и стал шестым в греко-римской. На чемпионате Европы 1933 года он завоевал золотые медали как в греко-римской, так и в вольной борьбе. На чемпионате Европы 1934 года он завоевал серебряную медаль в греко-римской борьбе, а вот в 1935 году был лишь восьмым. В 1936 году на Олимпийских играх в Берлине Эдён Зомбори завоевал золотую медаль в вольной борьбе.
В годы Второй мировой войны Эдён Зомбори уехал в Южную Америку, и в 1956 году на Олимпийских играх в Мельбурне присутствовал уже как тренер аргентинской команды. Впоследствии он перебрался в США, а в 1985 году вернулся в Венгрию.